# 키르히도르프안데어크렘스군

키르히도르프안데어크렘스군의 위치

키르히도르프안데어크렘스군(독일어: Bezirk Kirchdorf)은 오스트리아 오버외스터라이히주에 위치한 군으로 행정 중심지는 키르히도르프안데어크렘스이며 면적은 1,239.8km2, 인구는 55,167명(2001년 기준), 인구 밀도는 44명/km2이다. 북쪽으로는 벨스란트군, 북동쪽으로는 린츠란트군, 동쪽으로는 슈타이어란트군, 남쪽으로는 슈타이어마르크주 리첸군, 서쪽으로는 그문덴군과 접한다.

## 하위 행정 구역
1개 도시, 7개 시장도시, 16개 일반 시를 관할한다.
- 도시
  - 키르히도르프안데어크렘스(Kirchdorf an der Krems)
- 시장도시
  - 크렘스뮌스터(Kremsmünster)
  - 미헬도르프인오버외스터라이히(Micheldorf in Oberösterreich)
  - 몰른(Molln)
  - 페텐바흐(Pettenbach)
  - 바르트베르크안데어크렘스(Wartberg an der Krems)
  - 빈디슈가르스텐(Windischgarsten)
- 일반 시
  - 에들바흐(Edlbach)
  - 그륀부르크(Grünburg)
  - 힌터스토더(Hinterstoder)
  - 인처스도르프임크렘스탈(Inzersdorf im Kremstal)
  - 클라우스안데어피른반(Klaus an der Pyhrnbahn)
  - 누스바흐(Nußbach)
  - 오버슐리어바흐(Oberschlierbach)
  - 리트임트라운크라이스(Ried im Traunkreis)
  - 로제나우헹슈트파스(Rosenau am Hengstpaß)
  - 로슬라이텐(Roßleithen)
  - 장크트판크라츠(St. Pankraz)
  - 슐리어바흐(Schlierbach)
  - 슈피탈암피른(Spital am Pyhrn)
  - 슈타인바흐암치베르크(Steinbach am Ziehberg)
  - 슈타인바흐안데어슈타이어(Steinbach an der Steyr)
  - 포어더스토더(Vorderstoder)